# Julie Hyzy
Julie Hyzy, née en 1959 à Chicago, est une femme de lettres américaine, auteure de roman policier.

## Biographie
Après une carrière de comédienne, elle se lance dans l'écriture.
En 2008, elle publie State of the Onion pour lequel elle est lauréate du prix Barry 2009 du meilleur livre de poche original et du prix Anthony 2009 du meilleur livre de poche original. Avec Buffalo West Wing publié en 2011, elle remporte un second prix Anthony en 2012. Ces deux titres appartiennent à la série policière White House Chef Mysteries ayant pour héroïne Olivia Paras, l'assistante du chef cuisinier de la Maison-Blanche qui doit parfois se faire détective amateur pour résoudre des énigmes criminelles.
En 2010, Julie Hyzy amorce en parallèle une nouvelle série policière, intitulée Manor of Murder, qui raconte les enquêtes de Grace Wheaton, conservatrice du Marshfield Manor et détective amateur à ses heures.

## Œuvre

### Romans

#### SérieAlex St James
- Deadly Blessings (2005)
- Deadly Interest (2006)
- Deadly Shorts (2011)

#### SérieRon Shade / Alex St James
- Dead Ringer (2008)

#### SérieWhite House Chef Mysteries
- State of the Onion (2008)
- Hail to the Chef (2008)
- Eggsecutive Orders (2009)
- Buffalo West Wing (2011)
- Affairs of Steak (2012)
- Fonduing Fathers (2012)
- Home of the Braised (2014)
- All the President's Menus (2015)
- Foreign Eclairs (2016)

#### SérieManor of Murder
- Grace Under Pressure (2010)
- Grace Interrupted (2011)
- Grace Among Thieves (2012)
- Grace Takes Off (2013)
- Grace Against the Clock (2014)
- Grace Cries Uncle (2015)
- Grace Sees Red (2016)

#### SérieRiley Drake
- Playing with Matches (2015)

#### Autre roman
- Artistic License (2004)

### Recueil de nouvelles
- Made for Murder (2014)

### Nouvelles
- Efflorescence (2002)
- Blue Angel (2003)
- Savior (2003)
- Life's Work (2004)
- Dissident (2004)
- Sanctimony (2005)
- Something Blue (2006)
- Strictly Business (2006)
- These Boots Were Made for Murder (2014)
- Evenings for Vylette (2014)
- Travelogue (2014)
- Criminal Intent (2014)
- Panic (2014)
- What's Real (2014)

## Prix et distinctions

### Prix
- Prix Anthony 2009 du meilleur livre de poche original pour State of the Onion[1]
- Prix Barry 2009 du meilleur livre de poche original pour State of the Onion[2]
- Prix Anthony 2012 du meilleur livre de poche original pour Buffalo West Wing[1]